# Myst Masterpiece edition
Myst Masterpiece edition is een heruitgave van het originele computerspel Myst uit 1993 waaraan diverse verbeteringen zijn toegevoegd. Het spel werd uitgebracht in 1999 en is uitgegeven door Mindscape. Het spel verscheen later ook op de dvd Myst: 10th Anniversary Edition.

## Verbeteringen
Enkele van de verbeteringen zijn:
- Alle beelden zijn omgezet van 8 bit-kleur naar 24 bit-kleur
- Muziek en audioeffecten zijn verbeterd
- Toevoeging van een hintsysteem

## Platforms
- Windows (1999)
- Macintosh (2000)

## Ontvangst
| Beoordeeld door                | Platform  | Datum            | Score |
| ------------------------------ | --------- | ---------------- | ----- |
| Tap-Repeatedly/Four Fat Chicks | Windows   | 1999             | 100%  |
| Tap-Repeatedly/Four Fat Chicks | Macintosh | 1999             | 100%  |
| JeuxVideoPC.com                | Windows   | 23 juni 2006     | 85%   |
| Mac Ledge                      | Macintosh | 5 juli 2000      | 70%   |
| Electric Games                 | Windows   | 1999             | 70%   |
| HappyPuppy                     | Macintosh | 24 juli 2000     | 70%   |
| PC Player (Duitsland)          | Windows   | januari 2000     | 68%   |
| GameStar (Duitsland)           | Windows   | februari 2000    | 49%   |
| Just Adventure                 | Windows   | 17 april 2002    | 42%   |
| PC Zone                        | Windows   | 13 augustus 2001 | 34%   |